# Ophiostoma perfectum
Ophiostoma perfectum är en svampart som först beskrevs av R.W. Davidson, och fick sitt nu gällande namn av de Hoog 1974. Ophiostoma perfectum ingår i släktet Ophiostoma och familjen Ophiostomataceae.   Inga underarter finns listade i Catalogue of Life.